# Élections générales maltaises de 1945
Les élections générales maltaises de 1945 (en anglais : Maltese general election, 1945) permettent d'élire les députés de la septième législature de la Chambre des députés, pour un mandat de quatre ans.

## Résultats
- Résultats officiels.

| Parti politique    | Siège de député |
| ------------------ | --------------- |
| Parti travailliste | 9               |
| Parti de Jones     | 1               |